# Parquet flottant

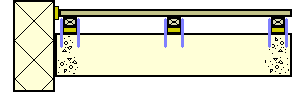
Détail d'un parquet flottant sur du béton

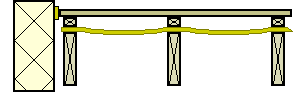
Détail d'un parquet flottant sur solives

Le parquet flottant est un revêtement de sol en bois ou à base de bois ayant une couche d'usure en bois noble de 2,5 mm d'épaisseur minimum et dont la pose est réalisée flottante. Le mot parquet est soumis à des normes et à une définition précise. Les revêtements de sols stratifiés ou laminés, de l'anglais laminate flooring, sont appelés abusivement « parquets flottants ». Le parquet flottant correspond au parquet contrecollé trois couches aussi appelé engineered flooring en anglais. Les revêtements de sols stratifiés en bois comme le parquet contre-collé se posent aisément sur un matériau préexistant et sont donc particulièrement adaptés à la rénovation.
La pose est flottante, ces revêtements de sols en bois ne sont pas fixés au sol. Cependant, les lames de parquet ou de stratifié sont assemblées entre elles soit par rainures et languettes traditionnelles encollées soit par un assemblage mécanique (système Loc de Välinge ou clic de l'entreprise Unilin).

## Histoire et taille du marché
Apparus au début des années 1980, les sols stratifiés se sont rapidement imposés comme revêtement de sol. En 2010, 21 fabricants européens ont produit presque 500 millions de m2 de revêtement de sol stratifié. Après un net recul de la demande lors de la crise économique de 2008/2009, le marché affiche en 2011 une reprise à l’échelle mondiale.

## Appellation
Le parquet flottant existe en divers types de matériaux, mais plus souvent en bois traité. Pour cette raison, il porte le nom de « bois flottant ». Au Québec, le nom le plus souvent utilisé est le « plancher flottant ».

## Inconvénients

### Bruit
Le parquet flottant peut poser un problème de bruit dans des lieux de vie collectifs (ex: immeubles).
Dès 2002 en France, la mission bruit du Ministère de l'Écologie rapporte que les bruits de voisinage sont en plein boom (ce qui occasionne des troubles du voisinage), « Le comportement des gens est de plus en plus désinvolte. Avec la montée de l'individualisme et du temps libéré, on fait ce qu'on veut chez soi sans se soucier des voisins », explique-t-on au ministère. Autres phénomènes aggravants : « La disparition des moquettes, remplacées par le carrelage, les tomettes ou le parquet flottant, beaucoup moins isolants », note-t-on au Centre d'information et de documentation sur le bruit (CIDB). »

### Risque de pollution chimique de l'air
La composition (ex: bois aggloméré) de certains parquets flottants amène un risque de diffusion de polluants dans l'air ambiant (phénomène dit de pollution intérieure). Le risque augmente si le parquet flottant est posé sur un plancher chauffant car il favorise les émanations.

### Risque de participer à la déforestation
En 2006, Greenpeace France dans un dossier consacré à l'éco-bois informe que « Le commerce illégal de bois issu de forêts primaires non gérées est un fléau qui touche tous les continents et qui mène à la disparition d'un grand nombre de ces forêts. » (déforestation) et rappelle : « Vigilance sur le choix des couleurs, pour de l'exotique, faite le choix du FSC. » (FSC : Forest Stewardship Council) Elle recommande aussi « Et surtout évitez le PEFC, un label de forêt européenne, ça ce n'est pas très grave mais plus cela va, plus ce label veut donner son nom à des certifications de complaisance en Afrique (Pafc), au Brésil (Cerflor) ou en Malaisie (MTCC). ».

## Préparation

### Nature du sol
Le sol doit être propre, lisse et régulier.

S'il ne l'est pas, il faut faire un ragréage ; pour cela, il est indispensable de prendre un produit préparé. Sur les planchers, il est recommandé d'étaler un produit d'accrochage. Le mélange préparé est autonivelant, c’est-à-dire qu'il suffit de répandre la pâte liquide sur le sol, puis d'égaliser avec une lisseuse (grande taloche métallique).

Cependant, les solutions de ragréage ne sont utilisables que pour de faibles dénivelés (c'est-à-dire inférieures à deux centimètres sur toute la surface du plancher). Au-delà, il faut effectuer une mise à niveau plus complète.

#### Mise à niveau par une chape de mortier
Dans le cas où le sol est très irrégulier, on réalisera une chape de mortier. C'est un mélange de sable et de ciment, humide comme quand on fait un château de sable et que l'on nivelle à l'aide d'une règle. On trouve dans le commerce des règles en aluminium faites pour cet usage ; elles sont de longueur variable, d'une largeur d'environ 12 cm et d'une épaisseur d'environ 1 cm, mais on peut aussi utiliser une simple planche en bois, d'épaisseur et de largeur identique, droite et taillée régulièrement. Cependant il est conseillé d'utiliser une règle en aluminium qui est plus précise et plus régulière. Il faut choisir la plus grande règle de longueur inférieure à la largeur de la pièce (ou bien une règle plus longue, qui se redimensionne facilement à la scie à métaux).

#### Mise à niveau par calage du support existant
Dans certains cas (comme par exemple dans celui d'un aménagement de comble), il peut être intéressant de réaliser un calage du plancher existant. Pour cela, ce plancher sera démonté et remis à niveau via des cales d'épaisseur variables. Le choix de l'épaisseur de ces cales se fera grâce à une règle de maçon (déjà évoquée plus haut) et un niveau à bulle. Chacune des cales devra permettre, lorsque le plancher sera remis en place, d'atteindre une planéité suffisante.

#### Comblement des ondulations
Si les irrégularités du sol sont larges et peu profondes, on peut aussi étaler des feuilles de journal dont le nombre fera l'épaisseur. Ce tapis participera en outre à l'isolation phonique.

### Choix du parquet
Un bon parquet coûte cher mais aura une surface mieux finie, de plus bel aspect. En outre, il résistera beaucoup plus longtemps à l'abrasion, à la pression (pieds de meubles, talons aiguille) et surtout au cisaillement dans les endroits de grand passage, surtout si le substrat est souple (ancien plancher, moquette…). D'un autre point de vue, si la pièce est une chambre peu fréquentée et que le sol d'origine est bien plan et très rigide, on peut se contenter d'un produit bon marché. Il peut être préférable de choisir un parquet de bois naturel, simplement poncé et de le vitrifier ensuite. La « vitrification » des produits du commerce est la plupart du temps fragile. Un parquet simplement ciré est plus sensible aux projections d'eau mais il sera plus facile de le remettre en état par ponçage en cas d'impacts, de rayures ou de taches.

Tenir compte des raccordements avec les pièces adjacentes, du jeu sous les portes, pour choisir l'épaisseur du parquet en préférant toujours la plus forte épaisseur (minimum 10 mm).

Un autre élément déterminant le choix est la possibilité de se procurer des accessoires compatibles avec le parquet (seuils de portes…) et celle de pouvoir se réapprovisionner dans la même gamme de produit pendant plusieurs années.
Chaque essence a ses particularités. L'érable jaunit avec le temps et est très sensible à l'humidité tandis que le chêne ou le hêtre sont plus résistants et les marques de coups passent plus inaperçues.

### Sous-couche
Une ou plusieurs sous-couches sont nécessaires pour isoler de l'humidité, et éventuellement, phoniquement le parquet de son support.
Le parquet est très sensible aux remontées d'humidité, présentes notamment lorsque le support est un béton sur terre-plein, dans une maison ancienne ou mal drainée. L'isolation se fait à l'aide d'un film de polyéthylène simplement déroulé.
L'isolation phonique, lorsqu'elle est nécessaire, peut être assurée par des dalles de feutre ou de liège, simplement posées sous le parquet et sur le film précédent.
Une autre possibilité peut être la pose entre un support plein (dalle, plaques d'aggloméré…) et le parquet flottant d'une couche d'isorel mou . Il s'agit d'un bon isolant phonique qui se déforme cependant avec le temps, mais il existe maintenant une nouvelle sous-couche en caoutchouc appelée « dinachoc S801 ». Attention, le parquet flottant ne peut pas être fixé comme un véritable parquet bois naturel pointé sur les lambourdes comme on faisait il y a cent ans ; en effet, il y a unrisque d'écrasement de l'Isorel mou ainsi qu'une fixation très relative du dit parquet. C'est une méthode par contre intéressante avec du stratifié décoratif qui de toute façon n'est pas prévu pour être solidarisé avec son support.

### Pose et finition
Les lames de parquet s'assemblent par rainure et languette collées ou enclipsées.
On utilise une cale en bois dur ou une chute de parquet pour taper modérément le long de la lame en cours de pose. Avant de commencer, mettre des cales de 5 à 8 mm d'épaisseur contre le mur de référence pour maintenir le jeu évoqué plus haut. Ces cales seront enlevées par la suite, le jeu sera camouflé par une plinthe. Normalement l'axe de la pièce doit correspondre à celui d'une lame ou à un joint. Il faut éviter de terminer la pose avec une lame trop étroite (largeur : 5 cm ; longueur : 20 cm minimum)
Au droit des portes, le raccordement entre deux dalles de parquet flottant peut être réalisé à l'aide d'une barre de seuil métallique. On peut également utiliser une latte de chêne rabotée et biseautée. Les montants des portes peuvent être découpés à la scie égoïne pour pouvoir passer le parquet (et sa marge) en dessous.

## Découpe
Quelle que soit la configuration, vous aurez de nombreuses découpes à faire, donc prévoyez une scie circulaire sur plateau, ou au minimum une scie sauteuse... Il existe également une "guillotine" pour parquet flottant qui ressemble à un gros massicot. Cet outil permet une découpe rapide et sans bruit.

## Pose

### Sens de pose
En général, il faut que les lames soient parallèles au sens de la lumière (on voit moins les défauts) sauf dans les couloirs et les pièces très étroites où il est préférable de positionner les lames dans le sens de la pièce. Les lames se posent rang par rang, c'est-à-dire que l'on fait toute une longueur de lattes de parquet mises bout à bout, arrivé à la fin de la pièce, presque systématiquement une découpe est à faire, et l'on redémarre un nouveau rang avec le reste de la découpe à condition que la chute soit d'au moins 1/3 de la longueur de la lame de parquet ; sinon, recommencer avec une nouvelle lame (tout en prenant soin de ne pas aligner les bords de 2 rangs consécutifs). Les parquets enclipsables doivent être posés à la main, sans coups de marteau. Ne jamais poser latte par latte, il faudrait forcer le clip sur le petit côté. Encliquer d'abord les lattes côte à côte sur toute la longueur et ensuite enclipser la ligne entière, dans la rangée précédente.

### Option
Vous pouvez coller les lattes entre elles, avec une colle pour cet usage, mais cela est facultatif, et peut vous poser des problèmes, dans le cas du changement d'une latte abîmée. On peut toutefois utiliser de la colle aux endroits sensibles, lieux de passage fréquents par exemple. Des lames de parquets non clipsées entre elles ont tendance à s'écarter à cause de la dilatation, du séchage, de la déformation des lames. Une bonne solution est alors de coller les lames non pas sur toute leur longueur mais simplement par points.

### Jeu périphérique
Il est très important de laisser un espace au bout de chaque rang, afin que, en cas de dilatation des matériaux, le parquet ne se bombe pas. Cet espace sera caché ultérieurement par la plinthe. La largeur de ce jeu de dilatation (8 mm minimum) dépend de la largeur de la pièce.
Cet espace peut être comblé avec une matière très compressible (polystyrène expansé ou du silicone).

## Finition
Vous pouvez poser les plinthes de la couleur du parquet si possible. On peut aussi installer des plinthes peintes, car les plinthes bois "mangent" la hauteur de plafond. Il existe des plinthes creuses qui permettent de faire passer élégamment des réseaux de fils... Ou alors vous pouvez aussi opter pour la pose de quart de rond si les plinthes sont existantes. Il ne faut pas mettre de colle côté parquet qui doit coulisser librement en dessous.